# PRIMALove
「PRIMALove」（プライマラブ）は、ClariSの楽曲。19枚目のシングルとして2018年2月28日にSACRA MUSICから発売された。

## 概要
全曲がkz (livetune)プロデュースとなる本作は、表題曲がテレビアニメ『BEATLESS』のエンディングテーマとして起用された。
販売形態は初回生産限定盤（VVCL-1174/5）・通常盤（VVCL-1176）・期間生産限定盤（VVCL-1177/8）の3種。初回生産限定盤は、ミュージック・ビデオを収録したDVDを同梱。期間生産限定盤は、TVアニメ『BEATLESS』のノンクレジットエンディング映像を収録したDVDを同梱。初回生産限定盤と通常盤は表題曲のインストゥルメンタルを収録、期間生産限定盤はインストゥルメンタルの代わりにTVサイズミックスを収録。期間生産限定盤のパッケージは、TVアニメ『BEATLESS』の描き下ろしデジパック仕様となっている。

## 解説
PRIMALoveのPVと合わせて発表されたClariSの新しいアーティストイラストはredjuiceが担当した。メジャーデビュー前の限定シングル「DROP」「君の夢を見よう」はkz (livetune)がプロデュース、redjuiceがビジュアルを担当していたため、同じくkzが音楽を担当しredjuiceが原作イラストを手がけたTVアニメ『BEATLESS』および本作は三者のユニゾンが復活する作品ともなった。
カップリングの「irony -season 02-」は、kz自身がリアレンジし前年にメジャーデビュー7周年記念として公開されたリリックビデオ「irony -2017-」をさらにバージョンアップし、本年から始まる新たなステージSeason 02に向けた幕開けリリースにふさわしい曲となっている。

## シングル収録内容

### 初回生産限定盤・通常盤
| 全作詞・作曲: kz (livetune)。 |                               |               |               |      |
| #                             | タイトル                      | 作詞          | 作曲・編曲    | 時間 |
| 1.                            | 「PRIMALove」                 | kz (livetune) | kz (livetune) | 4:19 |
| 2.                            | 「冬空花火」                  | kz (livetune) | kz (livetune) | 4:29 |
| 3.                            | 「irony -season 02-」         | kz (livetune) | kz (livetune) | 4:19 |
| 4.                            | 「PRIMALove」(-Instrumental-) | kz (livetune) | kz (livetune) | 4:17 |
| 合計時間:                     | 合計時間:                     | 17:24         |               |      |

| #  | タイトル                           | 作詞 | 作曲・編曲 |
| -- | ---------------------------------- | ---- | ---------- |
| 1. | 「PRIMALove」(Music Video)         |      |            |
| 2. | 「irony -season 02-」(Lyric Video) |      |            |

### 期間生産限定盤
| #         | タイトル                | 作詞  | 作曲・編曲 | 時間 |
| --------- | ----------------------- | ----- | ---------- | ---- |
| 1.        | 「PRIMALove」           |       |            | 4:19 |
| 2.        | 「冬空花火」            |       |            | 4:29 |
| 3.        | 「irony -season 02-」   |       |            | 4:19 |
| 4.        | 「PRIMALove」(-TV MIX-) |       |            | 1:31 |
| 合計時間: | 合計時間:               | 14:38 |            |      |

| #  | タイトル                                               | 作詞 | 作曲・編曲 |
| -- | ------------------------------------------------------ | ---- | ---------- |
| 1. | 「TVアニメ『BEATLESS』ノンクレジットエンディング映像」 |      |            |

## チャート
| チャート（2018年）                | 最高位 |
| --------------------------------- | ------ |
| オリコン週間                      | 15     |
| Billboard Japan Hot 100           | 71     |
| Billboard Japan Hot Animation     | 18     |
| Billboard Japan Top Singles Sales | 18     |